# Eudynamys melanorhynchus
Eudynamys melanorhynchus е вид птица от семейство Cuculidae.

## Разпространение
Видът е разпространен в Австралия, Индонезия, Източен Тимор, Папуа Нова Гвинея и Соломоновите острови.